# Helcmanovce
Helcmanovce és un poble i municipi d'Eslovàquia. Es troba a la regió de Košice, a l'est del país.

## Història
La primera referència escrita de la vila data del 1297.

## Demografia
| Godina             | 1994 | 2004   | 2014   | 2024   |
| ------------------ | ---- | ------ | ------ | ------ |
| Nombre de persones | 1631 | 1558   | 1445   | 1364   |
| Diferència         |      | −4,47% | −7,25% | −5,60% |

| Godina             | 2023 | 2024 |
| ------------------ | ---- | ---- |
| Nombre de persones | 1364 | 1364 |
| Diferència         |      | +0%  |